# Eddie Potdevin
Eddie Potdevin est un kayakiste handisport français né le 24 juin 1980 à Hirson.

## Carrière
Eddie Potdevin remporte la médaille de bronze en VL3 200 mètres lors des Championnats d'Europe de course en ligne de canoë-kayak 2013 à Montemor-o-Velho, des Championnats d'Europe de paracanoë 2019 à Poznań, des Championnats d'Europe de course en ligne de canoë-kayak 2021 à Poznań et des Championnats d'Europe de course en ligne de canoë-kayak 2022 à Munich.